# 3818 Gorlitsa
3818 Gorlitsa è un asteroide della fascia principale del diametro medio di circa 10,18 km. Scoperto nel 1979, presenta un'orbita caratterizzata da un semiasse maggiore pari a 2,3682541 UA e da un'eccentricità di 0,1785758, inclinata di 2,04038° rispetto all'eclittica.